# Sault Ste. Marie International Bridge
Die International Bridge oder genauer Sault Ste. Marie International Bridge überquert den Saint Marys River und verbindet die Zwillingsstädte Sault Ste. Marie, Michigan und Sault Ste. Marie, Ontario und quert damit die Grenze zwischen den Vereinigten Staaten und Kanada. Sie ist der nördliche Endpunkt des Interstate 75. Der Bau der internationalen Brücke begann im Jahr 1960 und der Verkehr wurde am 31. Oktober 1962 freigegeben.
Das Bauwerk ist eine stählerne Fachwerk-Bogenbrücke mit hängender Fahrbahn. Es besteht aus zwei eigenständigen Brückenteilen. Auf der US-amerikanischen Seite überbrücken zwei Bögen die Soo Locks und auf der kanadischen Seite überspannt ein einzelner großer Bogen die kleineren kanadischen Schleusen. Verbunden werden die beiden Teile durch eine Balkenbrücken-Konstruktion. Im kanadischen Sault Ste. Marie bindet ein Brückenfeld die Straße ans Stadtzentrum an. Die Gesamtlänge des Bauwerks beträgt etwa 4,5 km.
Am 6. Juni 2005 wurde durch die Provinzregierung von Ontario ein Projekt zur Umgehung der Innenstadt durch Lastkraftwagen angekündigt, um den Schwerverkehr über eine Umgehungsstraße direkt an den Highway 17 im Norden der Stadt anzubinden. Die Stadt hatte sich bereits einige Zeit für diese Lösung starkgemacht, weil von vielen Bewohnern die Führung des Verkehrs in das Stadtzentrum hinein als Sicherheitsproblem gesehen wurde. Der Brückenkopf konnte aufgrund des bereits stark besiedelten Ufers auf der Seite von Ontario nicht ohne weiteres verlegt werden. Diese LKW-Umfahrungsstrecke, die zu Ehren des früheren Parlamentsmitgliedes Carmen Provenzano mit dem Namen Carmen’s Way bezeichnet wird, wurde offiziell im September 2006 eröffnet.

## Quellen

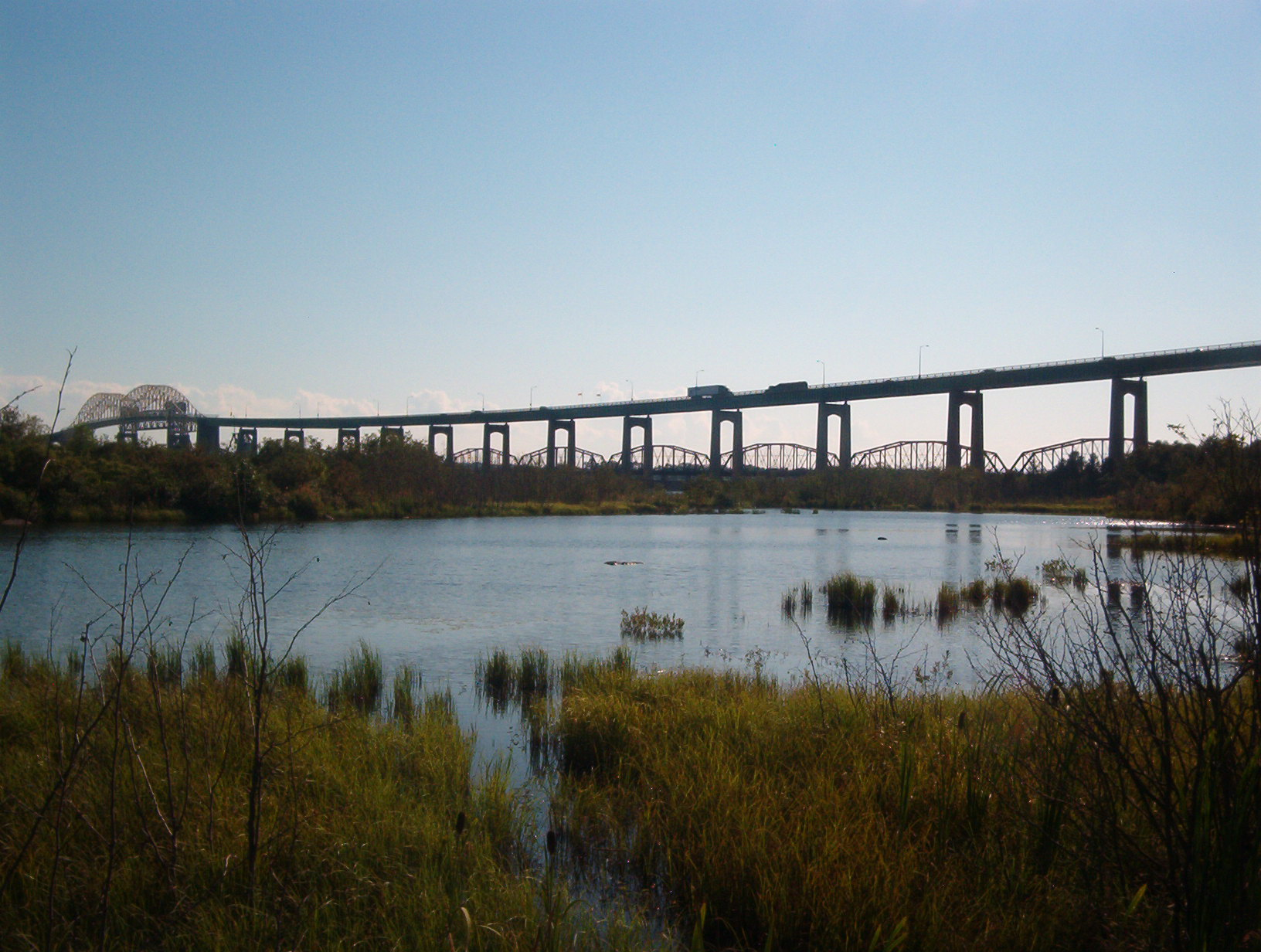
International Bridge, von der Südseite gesehen